# CSM Reșița
Club Sportiv Muncitoresc Reșița, cunoscut sub numele de CSM Reșița, sau pe scurt Reșița, este un club de fotbal profesionist din Reșița, România, care evoluează în prezent în Liga a II-a. Fondat în anul 1926, clubul are în palmares un campionat național și o cupă a României.

## Istoria
Echipa a luat ființă în anul 1926 prin fuziunea a două societăți sportive din Reșița: Clubul sportiv al muncitorilor și Societatea angajaților uzinelor din Reșița. Nou înființata echipă a primit denumirea Uzinele și Domeniile Reșița, sau mai bine cunoscută ca UD Reșița. A participat la campionatul districtual Timișoara începând cu 1927, iar în sezonul 1930-31 a câștigat campionatul Ligii de Vest, calificându-se în finala națională. Aici a trecut de Prahova Ploiești și de S.G. Sibiu și a câștigat titlul de campioană. În anul următor, echipa reșițeană s-a calificat din nou în finala națională, dar avea să cedeze trofeul în fața formației Venus București.
Odată cu înființarea campionatului divizionar, UD Reșița evoluează în primele sezoane în Divizia B, obținând promovarea în primul eșalon la finalul sezonului 1937-38. Formația reșițeană se menține în Divizia A și după Al Doilea Război Mondial, când evoluează sub un alt nume, Oțelul Reșița. În 1948, echipa retrogradează în Divizia B, unde în urma unei fuziuni cu Locomotiva Reșița ajunge la denumirea Metalochimic Reșița, iar în 1949 revine în prima divizie.

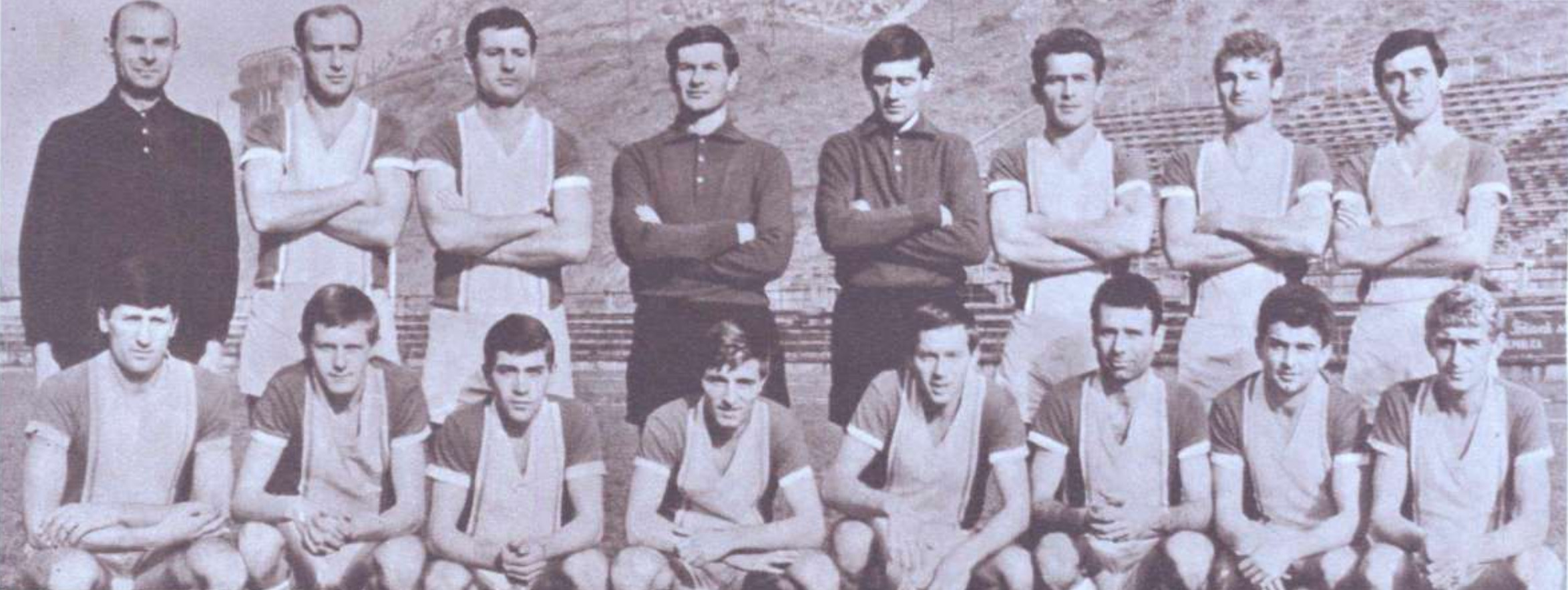
Echipa din sezonul 1966-1967

În 1950, devenită Metalul formația reșițeană coboară din nou în Divizia B, pentru ca în următorul sezon să retrogradeze și din acest eșalon în campionatul regional. Reîncepe ascensiunea și în 1952 revine în Divizia B, pentru ca în 1954 să înregistreze a doua mare performanță a clubului, câștigarea Cupei României. După ce a trecut printre altele de Știința Timișoara sau CCA București, Metalul a învins în finală pe Dinamo București cu 2-0.
Abia în 1972, CSM Reșița (nume preluat în 1958) revine în eșalonul de elită. Începând cu editia 1971-1972, fotbalul reșițean a cunoscut o perioadă foarte favorabilă, în care a înregistrat multe reușite. În acel sezon echipa CSM Reșița a obținut promovarea în prima ligă (Divizia A), unde a evoluat timp de șase ani consecutiv. Era o perioadă favorabilă, când orașul încă înregistra un progres economic, conducerea județeană era preocupată de soarta locuitorilor, iar jucătorii erau bine retribuiți pentru condițiile de atunci. Un merit deosebit l-a avut antrenorul Ioan Reinhardt, fost component al vestitei echipe I.T. Arad, care în primii ani postbelici făcuse furori în fotbalul românesc CSM (din 1974 FCM) Reșița în acel timp. Campionatul promovării (1971-1972) a fost unul practic fără istoric, reșițenii câștigând seria a II-a a Diviziei B cu 43 de puncte, 11 mai mult decât a doua clasată, Minerul Baia Mare. În primul sezon în Divizia A (1972-1973) CSM Reșița a încheiat pe locul 14, primul peste linie, dar în acel an nu a retrogradat nimeni întrucât s-a trecut de la 16 la 18 echipe.În ediția 1973-1974 reșițenii aveau să termine pe locul 9. Cel mai reușit campionat a fost însă cel din 1974-1975, după schimbarea denumirii în FCM Reșița. Locul 2 de la finalul acelui tur 1974 a fost momentul culminant al prezenței Reșiței în Divizia A.Returul a fost ceva mai slab și la final echipa a terminat pe locul 6. Ediția 1975-1976 nu a prezentat prea multe lucruri spectaculoase. În general erau câștigate meciurile de acasă și pierdute cele de afară, la final de campionat, loc 8. Ediția 1976-1977  a început decăderea acestei frumoase echipe ,finalul sezonului prinzându-i în corzi ,în ultimele șapte etape reșițenii au mai câștigat un singur meci  (1-0 cu F.C. Bihor), pierzând cinci, și terminând pe locul 13. Campionatul soldat cu retrogradarea echipei, 1977-1978, a prezentat, firește, puține aspecte pozitive, înfrângerile la scoruri mari abundă deja de la  începutul campionatului, echipa terminând pe locul 18 ,ultimul. Au urmat 14 ani de anonimat în Divizia B, apoi puținele bucurii din cursul anilor ’90 . A mai revenit în prima divizie în 1992, când a rezistat un singur sezon, și în 1997 când s-a menținut timp de trei sezoane, cel mai bun rezultat fiind locul 7, ocupat în prima stagiune.

## Cronologia numelui
| Perioadă | Nume                |
| -------- | ------------------- |
| 1926–    | UD Reșița           |
| 1946–    | CSM Reșița          |
| 1948–    | Metalochimic Reșița |
| 1949-    | Metalul Reșița      |
| 1956-    | Energia Reșița      |
| 1957–    | CSM Reșița          |
| 1975–    | FCM Reșița          |
| 1982-    | CSM Reșița          |
| 2005-    | FCM Reșița          |
| 2008–    | CSM Școlar Reșița   |
| 2012–    | FCM Reșița          |
| 2015–    | CSM Școlar Reșița   |
| 2019–    | CSM Reșița          |

## Stadion

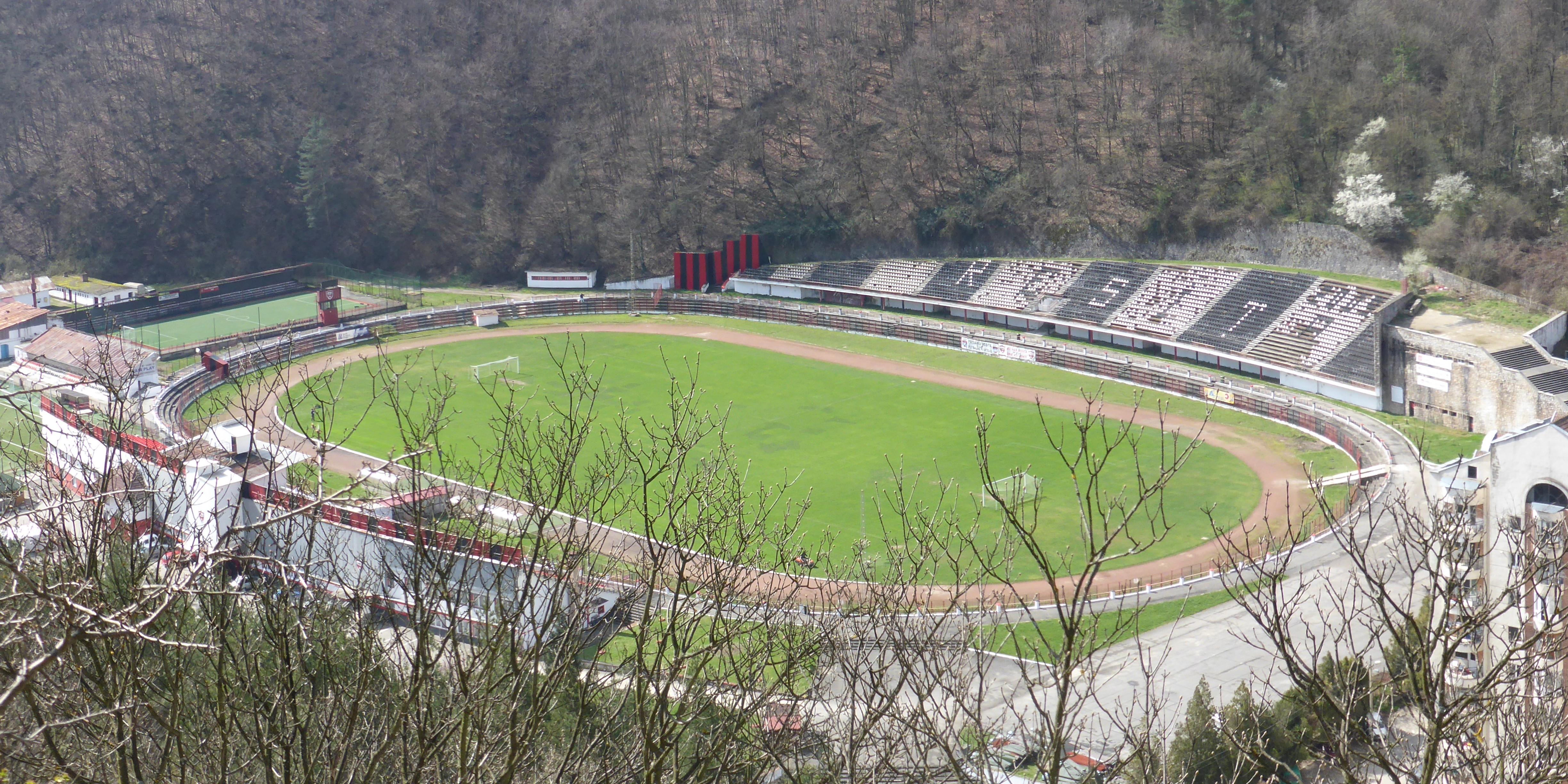
Stadionul Mircea Chivu.

CSM Reșița își joacă meciurile de acasă pe Stadionul Mircea Chivu din oraș, complex sportiv care poartă numele tatălui lui Cristian Chivu, Mircea Chivu, cel mai important antrenor. în istoria clubului și o legendă locală. Cu o capacitate de 12.500 de locuri, stadionul este situat pe Valea Domanului, bucurându-se de un peisaj foarte pitoresc. Deschis în anii 1920, stadionul a suferit mai multe renovări, cel mai recent în 2018.

## Lotul actual
La 12 iunie 2025.
| Nr. |          | Poziție | Jucător                       |
| --- | -------- | ------- | ----------------------------- |
|     | Bulgaria | A       | Milcio Anghelov⁠(d)            |
|     | România  | M       | Florian Haită                 |
|     | România  | M       | Marius Cioiu⁠(d)               |
|     | România  | A       | Vlad Tudor⁠(d)                 |
|     | Brazilia | F       | Erico Constantino Da Silva⁠(d) |
|     | Brazilia | M       | Élton Constantino da Silva    |
|     | România  | M       | Cristian Bocșan               |

| Nr. |         | Poziție | Jucător            |
| --- | ------- | ------- | ------------------ |
|     | România | M       | Nicușor Fota⁠(d)    |
|     | România | A       | Andrei Burlacu     |
|     | România | F       | Alin Dudea⁠(d)      |
|     | România | F       | Ștefan Bărboianu   |
|     | România | A       | Cosmin Tucaliuc⁠(d) |
|     | România | M       | Damian Isac⁠(d)     |

## Palmares

### Național
```
Liga I
```

Campioană (1): 1931
- Sub denumirea UD Reșița, a câștigat finala campionatului cu 2-0 în fața echipei SG Sibiu

Vicecampioană (1): 1932
- Sub denumirea UD Reșița, a pierdut finala campionatului cu 3-0 în fața echipei Venus București

 Liga a II-a
Campioană (4): 1937–38, 1971–72, 1991–92, 1996–97
Vicecampioană (5): 1948–49, 1961–62, 1962–63, 1963–64, 1968–69
 Liga a III-a
Campioană (4): 1936–37, 2018–19, 2021–22, 2022–23
Vicecampioană (2): 2016–17, 2017–18
```
Liga IV
 – 
Caraș-Severin
```

Campioană (1): 2015–16
Vicecampioană (1): 2014–15
```
 
Cupa României
```

Câștigătoare (1): 1954
- sub denumirea Metalul Reșița (în acea vreme în Divizia B), a câștigat finala în fața lui Dinamo București, cu 2-0

Cupa României – Caraș-Severin
Câștigătoare (1):  2014–15

## Jucători importanți
Jucătorii sunt incluși în tabel după data când și-au făcut debutul pentru CSM Reșița.
| Nume                  | Naționalitate | Poziție | Perioadă            | Meciuri | Goluri | Note |
| --------------------- | ------------- | ------- | ------------------- | ------- | ------ | ---- |
| Vasile Sansiro Ciocoi | România       | Fundaș  | 1997–1998 2002–2003 | n/a     | n/a    | –    |
| Cristian Chivu        | România       | Fundaș  | 1997-1998           | ?       | ?      | –    |
| Daniel Oprița         | România       | Atacant | 2000-2002           | 33      | 7      |      |

- Adalbert Rech
- Iosif Czako
- Francisc Spielmann
- Stanislav Konrad
- Ion Atodiresei
- Gabel Mihai Mircea
- Ioan Ilieș
- Ion Florea
- Ion Timofte
- Ion Petrescu
- Florescu Marcă
- Cristian Pușcaș
- Valentin Boșca
- Valentin Ciucur
- Sevastian Bica
- Marius Cepoi
- Florin Ianu
- Petru Pănescu
- Roco Sandu
- Cristian Alexandru
- Gheorghe Lupu
- Gheorghe Lazarovici
- Lucian Marinescu
- Dorel Mutică
- Ovidiu Dănănae
- Ciprian Dianu
- Darius Miclea
- Gheorghe Popa
- Cristian Chivu
- George Ogăraru
- Dorinel Munteanu
- Ștefan Iovan
- Ioan Goanță
- Cosmin Moți
- Basarab Panduru
- Aurică Beldeanu
- Dudu Georgescu
- Dan Potocianu
- Daniel Oprița
- Alexandru Bădoiu
- Ciprian Dianu
- Adalbert Deșu
- Ștefan Szeleș
- Petru Mioc
- Ilie Iordache
- Portik Ferencz
- Ion Ibric
- Daniel Lupașcu
- Valentin Ștefan
- Andrei Urai
- Cătălin Necula
- Marius Sașu
- Silviu Bălace
- Alin Savu
- Radu Chiorean
- Iosif Szijj
- Flavius Pogăcean
- Victor Rada
- Simion Andreescu
- Mircea Axente
- Claudiu Balaci
- Claudiu Frumoca
- Cristian Bercsenyi
- Laurențiu Breșneni
- Cristian Zimmermann
- Arpad Dosza
- Mircea Bătrânu
- Robert Tufiși
- Zimmer
- Combei

## Internaționali importanți
- Iosif Czako
- Adalbert Deșu

## Antrenori importanți
- Ioan Reinhardt (1971–1977)
- Mircea Chivu (1994–1998)
- Silviu Stănescu (1997–1999)
- Ioan Sdrobiș (1997–1998)
- Aurel Șunda (1998–1999)
- Gabriel Stan (1999–2000)
- Victor Roșca (1997, 1999, 2006–2007)
- Flavius Stoican (2010–2011)
- Leontin Doană (2011–2012, 2013–2014, 2016–2017, 2018–2019)
- Dorinel Munteanu (2017–2018)
- Carl Oțil
- Daniel Oprița (2017–2018)

## Parcursul competițional
| Sezon   | Nivel | Divizie                       | Loc      | Cupa României |
| ------- | ----- | ----------------------------- | -------- | ------------- |
| 2024–25 | 2     | Liga a II-a                   | 6        | Sferturi      |
| 2023–24 | 2     | Liga a II-a                   | 8        | Turul trei    |
| 2022–23 | 3     | Liga a III-a (Seria a VIII-a) | 1 (C, P) | Play-off      |
| 2021–22 | 3     | Liga a III-a (Seria a VII-a)  | 1 (C)    | Turul partu   |
| 2020–21 | 2     | Liga a II-a                   | 17 (R)   | Turul trei    |
| 2019–20 | 2     | Liga a II-a                   | 15       | Șaisprezecimi |
| 2018–19 | 3     | Liga a III-a (Seria a IV-a)   | 1 (C, P) | Turul trei    |
| 2017–18 | 3     | Liga a III-a (Seria a IV-a)   | 2        | Șaisprezecimi |
| 2016–17 | 3     | Liga a III-a (Seria a IV-a)   | 2        |               |
| 2015–16 | 4     | Liga a IV-a (CS)              | 1 (C, P) | Turul doi     |
| 2013–14 | 3     | Liga a III-a (Seria a IV-a)   | 8 (R)    | Turul doi     |
| 2012–13 | 3     | Liga a III-a (Seria a IV-a)   | 3        | Turul doi     |
| 2011–12 | 3     | Liga a III-a (Seria a V-a)    | 8        | Turul doi     |
| 2010–11 | 3     | Liga a III-a (Seria a V-a)    | 8        | Turul doi     |
| 2009–10 | 3     | Liga a III-a (Seria a V-a)    | 8        | Primul tur    |
| 2008–09 | 3     | Liga a III-a (Seria a V-a)    | 17       | Primul tur    |
| 2007–08 | 2     | Liga a II-a (Seria a II-a)    | 15 (R)   |               |
| 2006–07 | 2     | Liga a II-a (Seria a II-a)    | 12       |               |

| Sezon     | Nivel | Divizie                   | Loc      | Cupa României |
| --------- | ----- | ------------------------- | -------- | ------------- |
| 2005–06   | 2     | Divizia B (Seria a III-a) | 5        | Șaisprezecimi |
| 2004–05   | 3     | Divizia C                 | 2 (P)    |               |
| 2003–04   | 2     | Divizia B (Seria a III-a) | 14 (R)   |               |
| 2002–03   | 2     | Divizia B (Seria a II-a)  | 11       | Șaisprezecimi |
| 2001–02   | 2     | Divizia B (Seria a II-a)  | 6        | Optimi        |
| 2000–01   | 2     | Divizia B (Seria a II-a)  | 3        | Șaisprezecimi |
| 1999–2000 | 1     | Divizia A                 | 17 (R)   | Sferturi      |
| 1998–99   | 1     | Divizia A                 | 15       | Optimi        |
| 1997–98   | 1     | Divizia A                 | 7        | Șaisprezecimi |
| 1996–97   | 2     | Divizia B (Seria a II-a)  | 1 (C, P) | Sferturi      |
| 1995–96   | 2     | Divizia B (Seria a II-a)  | 10       | Șaisprezecimi |
| 1994–95   | 2     | Divizia B (Seria a II-a)  | 13       |               |
| 1993–94   | 2     | Divizia B (Seria a II-a)  | 3        |               |
| 1992–93   | 1     | Divizia A                 | 18 (R)   | Optimi        |
| 1991–92   | 2     | Divizia B (Seria a II-a)  | 1 (C, P) |               |
| 1990–91   | 2     | Divizia B (Seria a III-a) | 11       |               |
| 1989–90   | 2     | Divizia B (Seria a III-a) | 4        |               |

## Legături externe
- Materiale media legate de CSM Reșița la Wikimedia Commons
- Site Oficial Arhivat în 11 august 2017, la Wayback Machine.